# Willy Huppertz
Reinhold Wilhelm „Willy“ Huppertz (* 18. November 1904 in Düsseldorf; † 15. März 1978 in Mülheim an der Ruhr) war ein deutscher Anarchist, der gegen die NS- und kommunistische Staatsdiktatur arbeitete. Nach 1945 war er in der SBZ tätig und gründete 1948 im Ruhrgebiet die Zeitschrift Befreiung.

## Leben
Willy Huppertz war Monteur. Nach einer kurzen Phase als christlicher Sozialist wandte er sich dem Atheismus zu und trat Mitte der 1920er Jahre der FAUD und der AAUE bei, wo er sich politisch engagierte. Als Anarchokommunist und -syndikalist wurde er im Umfeld der in Zwickau herausgegebenen Zeitschrift Proletarischer Zeitgeist aktiv. Mit dem Aufstieg der Nazis wurde er für einige Wochen verhaftet und verhört. Im September 1940 wurde er erneut verhaftet und am 20. Juli 1944 als Reaktion auf den Bombenanschlag gegen Hitler in das KZ Sachsenhausen verlegt, wo es ihm gelang, trotz der gekürzten Nahrungsrationen zu überleben.
Nach dem Krieg lehnte Willy Huppertz aus anarchistischen Prinzipien eine feste Anstellung in der Gewerkschaft ab und stellte die Kontakte zwischen den wenigen Überlebenden im Ruhrgebiet und der russisch besetzten Zone wieder her. 1947 gab Huppertz das von Wilhelm Jelinek 1946 editierte Rundschreiben Zwickau heraus, das bis 1948 erschien. Jelinek sandte ihm Geld für eine Vervielfältigungsmaschine und eine Liste der Abonnenten des Zeitgeist, und Huppertz gründete 1948 in Essen die Zeitschrift Befreiung. Als ihr Herausgeber fungierte er bis 1973 und übergab sie dann einer Gruppe junger Aktivisten in Köln, wo sie bis 1978 mit einer Auflage von 1500 Exemplaren erschien. Der Autor H.J. Degen schrieb, dass „Willi Huppertz, einer der wichtigsten anarchistischen Gestalten nach 1945 konstatierte angesichts der rebellischen Studentenbewegung und erster Ansätze eines neuen Anarchismus in der BRD und West-Berlin: Leider war eben die Neigung zum Anarchismus nach 1945 gleich Null im deutschen Sprachgebiet“.
Willy Huppertz zeigte eine große Skepsis gegenüber den neuen sozialen Bewegungen, bei denen er eine zu große Nähe zum Leninismus sah. 1950/51 gab er gemeinsam mit Rudolf Oestreich die nicht erfolgreichen Zeitschriften Der Freie Arbeiter und Vereinigte Blätter heraus. In den späten 1960er Jahren bereitete er gemeinsam mit Rudolf Krell den Internationalen Kongress der anarchistischen Föderationen vor und schrieb für das diese Zusammenkunft vorbereitende Bulletin, das in Paris von September 1966 bis August 1968 erschien und von Guy Malouvier herausgegeben wurde.

## Schriften
- Wenn die Ketten fallen – Drei Aufsätze eines Anarchisten. Verlag Schwarze Kunst, Elmstein (veröffentlicht Anfang der 1970er Jahre).
- Kapitalismus oder Gemeinschaft freier Menschen. Agitationsbroschüre über Autorität, Pädagogik, Klassenkampf, Anarchismus/Marxismus. Selbstverlag, Mülheim/R. (1970er Jahre).
- Kapitalismus oder Anarchismus. Mühlheim: Selbstverl, 1970. (GVK)